# Streymnes
Streymnes (IPA: [ˈstɹɛmneːs], danska: Strømnæs) är en by på Färöarna, belägen i Sunda kommun i Saksunardalur på Streymoys östkust, direkt norr om Hvalvík. Det finns inga andra orter i dalen bortsett från Saksun på motsatta sidan. Streymnes nämndes första gången 1584.. Norrmän byggde Färöarnas första valfångstplats vid Gjánoyri i Streymnes 1893, och denna var i drift till 1927. Vid folkräkningen 2015 hade Streymnes 270 invånare.
Hemmaarenan för EB/Streymur, Við Margáir, ligger i Streymnes.

## Befolkningsutveckling
| Befolkningsutvecklingen i Streymnes 1985–2015 | Befolkningsutvecklingen i Streymnes 1985–2015 | Befolkningsutvecklingen i Streymnes 1985–2015 | Befolkningsutvecklingen i Streymnes 1985–2015 | Befolkningsutvecklingen i Streymnes 1985–2015 |
| --------------------------------------------- | --------------------------------------------- | --------------------------------------------- | --------------------------------------------- | --------------------------------------------- |
|                                               |                                               |                                               |                                               |                                               |
| År                                            |                                               |                                               | Folkmängd                                     |                                               |
| 1985                                          | 1985                                          |                                               | 170                                           |                                               |
| 1990                                          | 1990                                          |                                               | 170                                           |                                               |
| 1995                                          | 1995                                          |                                               | 139                                           |                                               |
| 2000                                          | 2000                                          |                                               | 151                                           |                                               |
| 2005                                          | 2005                                          |                                               | 197                                           |                                               |
| 2010                                          | 2010                                          |                                               | 229                                           |                                               |
| 2015                                          | 2015                                          |                                               | 270                                           |                                               |
|                                               |                                               |                                               |                                               |                                               |

## Sport
- EB/Streymur